# Кроль Мойсей Ааронович
Мойсей Ааронович Кроль (псевдонім: Михайло Опанасович Кроль; 1862, Налибоки Ошмянського повіту Віленської губернії або 12 квітня 1862, Житомир — 31 грудня 1942, Ніцца) — великий дослідник статистики Сибіру, етнограф і юрист, масон, активний учасник політичних рухів: народоволець, потім есер, член Установчих зборів, після 1918 року — емігрантський діяч. Відомий численними публікаціями про Східний Сибір, бурятів, політику Російської імперії на Сході.

## Навчання
Мойсей Кроль закінчив юридичний факультет Новоросійського університету.

## Заслання
Приєднався до народовольців. У лютому 1887 року був заарештований за звинуваченням у державному злочині. Наприкінці 1888 року висланий адміністративним порядком в Новоселенгинськ. У 1893 році переселився в Верхньоудинськ, де працював у місцевому архіві.
Під час перебування в Забайкальській області вивчав юридичний і економічний побут бурятів, написав ряд статей з етнографії, надрукованих в «Ізвестіях Східно-Сибірського відділення Імператорського російського географічного товариства» та в працях троїцькосавського і читинського відділень Товариства.

## Наукова діяльність
У 1895 році М.Кроль повернувся в Європейську Росію. У 1897 році взяв участь в експедиції з дослідження землеволодіння та землекористування в Забайкальській області, що проходила під керівництвом А. Н. Куломзіна, і склав 10-й випуск виданих експедицією «Матеріалів Комісії Куломзіна»: «Форми землекористування в Забайкальській області». Ця робота давала картину еволюції землекористування від форм самих первісних новітніх форм того часу і з'ясовувала, з допомогою статистичного методу, тісну залежність між формами землекористування та іншими, вираженими в цифрах, господарськими елементами.
З інших статистичних робіт М.Кроля головні: «Роль залізниць і водних шляхів сполучення у вантажному транспорті Волзького району» (СПб., 1902) і «Реміснича праця серед євреїв в Західній Росії» («Збірник матеріалів про економічне становище євреїв у Росії», т. І).
Друкував статті в «Східному огляді», «Сибіру», «Новому слові», «Санкт-Петербурзьких відомостях», «Північному кур'єрі», «Світі божому», «Житті», «Науковому огляді», «Сході», «Сині Вітчизни» та інших періодичних виданнях.

## Політична та громадська діяльність
На початку XX століття приєднався до есерів і став активним учасником єврейського національного руху.
У 1917 році — член Селянської спілки, депутат Установчих зборів.
20 липня 1917 року, при створенні Сибірської обласної Думи в Томську, допущений до її роботи з правами члена як депутат Установчих зборів. Після приходу до влади А. В. Колчака через загрозу арешту залишив країну.
З 1919 року жив у Харбіні, працював адвокатом, брав участь у літературному житті Харбіна. Голова Харбінського обласного комітету Партії соціалістів-революціонерів. Один з організаторів Народного університету в Харбіні, читав лекції з історії права.

## Емігарція у Францію
В середині лютого 1925 року через Шанхай виїхав у Париж. Працював як адвокат і журналіст, публікувався в паризьких і празьких виданнях. Брав участь в діяльності Партії соціалістів-революціонерів, Комітеті допомоги єврейським біженцям-інтелігентам, Федерації єврейських громад в Парижі.
У 1927—1932 роках брав участь у зборах журналу «Воля Росії», виступав на них з доповідями.
У 1927—1930 рр.  брав участь у діяльності Товариства ремісничої праці (ОРТа), в 1931 р. — товариш голови Бюро паризького комітету ОРТа.
З 1928 року — один із редакторів і провідних співробітників журналу «Цукунфт» (Нью-Йорк). Також М.Кроль — співпрацював з однойменним американським видавництвом.
У 1929—1932 роках брав участь у зборах «Днів», співпрацював з «Вільним Сибіром», «Єврейським світом».
З 1931 року читав лекції в Єврейському народному університеті.
У лютому 1933 року увійшов до ініціативної групи Гуртка російсько-єврейської інтелігенції, в 1937 році перетвореного в Об'єднання. Один із засновників, у 1933—1938 роках — голова, до смерті — член Об'єднання російсько-єврейської інтелігенції, виступав у цій організації з доповідями.
У 1938 році виступав з доповіддю в Бессарабському земляцтві.
З 1941 року, після окупації фашистами Парижа, жив в Ніцці. Хотів переїхати до США, але через хворобу не зміг це зробити.
Похований на кладовищі Баньє.

### Дослідження
- Кроль М. А. Формы землепользования / Высочайше учрежденная под председательством статс-секретаря Куломзина Комиссия для исследования землевладения и землепользования в Забайкальской области: Матер.: Вып. 10. — СПб.: Гос. тип., 1898. — 497 с.[4]
- Кроль М. А. О забайкальских бурятах: Докл., прочит. 13 сент. на заседании общ. собр. чл. Забайк. геогр. отд-ния. — [Чита], [1896]. — 26 с.[4]
- Кроль М. А. Очерк экономического быта инородцев Селенгинского округа: Сообщ. в общ. собр. чл. Троицкосавско-Кяхт. отд-ния Приамур. отд. Имп. Рус. геогр. о-ва 13 марта 1896. — Иркутск: типо-лит. П. И. Макушина, 1896. — 42 с.[4]
- Кроль М. А. Предварительный отчет о работах по исследованию забайкальских бурят за период 1892—1895 гг. — Иркутск: типо-лит. П. И. Макушина, 1896. — 12 с.[4]

### Публіцистика
- Кроль М. А. Как прошли выборы в Государственную думу [С прил. списка чл. Гос. думы =http://viewer.rusneb.ru/ru/rsl01003088393?page=1]. — СПб.: типо-лит. Р. С. Вольпина, 1906. — 67 с.
- Кроль М. А. Что такое правильное народное представительство? — СПб.: тип. «Будущность», 1906. — 48 с.[4]
- Пробуждение Китая // Вольная Сибирь. — Прага, 1928. — № 3.

### Мемуари
- Годы ссылки. В гостях у святого ламы. Мемуары. Восточная коллекция, РГБ, Москва, 4\04.
- Страницы моей жизни. Мемуары. Том 1. Нью-Йорк, Изд. Союза русских евреев, 1944.
- Кроль М. А. Страницы моей жизни. — М. — Иерусалим: Мосты культуры; Гешарим, 2008. — 734 с. — ISBN 978-5-93273-279-2.[4]